# NGC 1084
NGC 1084 je galaksija u zviježđu Eridan.

## Vanjske poveznice
- SEDS: NGC 1084